# Акмене (Расейняйський район)
Акмене — село у Литві, Расейняйський район. 1959 року в Акмене проживало 49 людей, 2001-го — 4.
| Литва | Це незавершена стаття з географії Литви. Ви можете допомогти проєкту, виправивши або дописавши її. |